# مسجد المهتدي بالله
مسجد المهتدي بالله يقع المسجد في كامبونج سونغاي كيبون من نهر بروناي في مدينة بندر سري بكاوان عاصمة بروناي .

## البناء
بدأ بناء مسجد المهتدي بالله في السابع عشر من شهر سبتمبر من عام 1983، على موقع أرض تبلغ مساحتها حوالي 0:56 فدان، وأكتمل البناء في السابع والعشرين من شهر مايو من عام 1987، وبلغ مجموع النفقات لبناء المسجد 3,369,653.28 دولار أمريكي .

## الافتتاح
افتتح مسجد المهتدي بالله رسميا من قبل بادوكا سيري السلطان الحاج حسن البلقية سلطان بروناي دار السلام، في يوم الجمعة العشرين من شهر ذي القعدة من عام 1407 هـ الموافق السابع عشر من شهر يوليو من عام 1987 بالتزامن مع مولد جلالة سلطان بروناي، تبلغ قدرة المسجد الاستيعابية بحوالي 1,100 مصلي في وقت واحد، واحدة من التسهيلات المتاحة في المسجد هي تسهيل اجاءات الجنائز، بالإضافة لوجود المكتبات، المسجد يمكن الوصول إليها بسهولة عن طريق البر والنهر.

## وصلات خارجية
- ألبوم صور مسجد المهتدي بالله